# زوج عجیب ۲
رفقای عجیب ۲ (انگلیسی: The Odd Couple II) یک فیلم کمدی آمریکایی محصول سال ۱۹۹۸ به کارگردانی هاوارد دویچ و با بازی جک لمون و والتر ماتائو است.